# Christian David Sturtz
Christian David Sturtz (* 1753 in Zweibrücken; † 14. August 1834 ebenda) war ein deutscher Jurist und Abgeordneter des ersten Bayerischen Landtags.

## Leben und Wirken
Er war der Sohn des pfalz-zweibrückischen Geheimrats Karl Sturtz und heiratete Maria Jakobine Weyland, Tochter des Regierungsrats bzw. Kammerdirektors Georg Karl Weyland.
1790 wurde er Regierungsrat beim Oberappellationsgericht des Herzogtums Pfalz-Zweibrücken. Beim Einmarsch der französischen Revolutionstruppen nahm man ihn und seine Frau 1793 als verdächtige Personen fest; bald schon trat er jedoch in den Dienst der neuen französischen Regierung.
Zweibrücken gehörte fortan als Teil des Département du Mont-Tonnerre zu Frankreich. 1800–1806 fungierte Sturtz als Mitglied des französischen Corps législatif, 1806–1807 und 1811–1814 auch als in Zweibrücken residierender Unterpräfekt des Departements.
1816 fiel die Pfalz an Bayern. Christian David Sturtz ging nun ebenso schnell in bayerische Dienste, wie er zuvor in französische getreten war. Er wurde 1. Gerichtsrat des Appellationsgerichts Zweibrücken, unter Präsident Georg Friedrich Rebmann.
Sturtz setzte sich im neuen bayerischen Staatsverband nachhaltig für die Belange seiner Heimat ein. So gehörte er der Zweibrücker Delegation an, die nach Ende der napoleonischen Herrschaft König Maximilian I. Joseph ihre Aufwartung machte, um die alte Herzogsstadt als künftige Hauptstadt des geplanten neuen bayerischen Rheinkreises zu empfehlen.
Zusammen mit dessen erstem Regierungspräsidenten Franz Xaver von Zwack bemühte er sich um die Weiterführung des bisherigen französischen Conseil général des heimatlichen Départements, unter den neuen politischen Verhältnissen, was der König als Sonderstatus gewährte. So entstand der Landrat des Rheinkreises, ein beratendes parlamentarisches Gremium, unabhängig vom Regierungspräsidenten und der Kreisregierung. Es setzte sich aus Vertretern der Region zusammen und trug dementsprechend fach- und sachkundige Beschlüsse an die Regierung heran. Später nannte man die Regionalvertretung Bezirkstag, sie wurde nach dem pfälzischen Vorbild 1828 in allen bayerischen Provinzen verpflichtend eingeführt und existiert bis heute. Auch in der Pfalz gibt es dieses Gremium noch, obwohl sie nun nicht mehr zu Bayern, sondern zu Rheinland-Pfalz gehört. Christian David Sturtz wurde 1816 in Speyer zum 1. Präsidenten dieses Pfälzischen Bezirkstages gewählt (damals Landrat genannt).
Aufgrund der bayerischen Verfassung von 1818 entstand im Königreich Bayern eine gewählte Volksvertretung, die Bayerische Ständeversammlung in München. Sie bestand aus zwei Kammern, der Kammer der Reichsräte und der Kammer der Abgeordneten (Landtag). Nach der ersten Wahl zur bayerischen Ständeversammlung (Dezember 1818) zog Sturtz für den Rheinkreis in die Kammer der Abgeordneten (Landtag) ein und gehörte ihr von 1819 bis 1822 an. 1825 erhielt er das Ritterkreuz des Zivil-Verdienst-Ordens der Bayerischen Krone, verbunden mit dem persönlichen Adelsprädikat.
Christian David Sturtz starb 1834 in Zweibrücken. Ein Zeitgenosse charakterisierte seine Arbeit im Parlament folgendermaßen: „Gutmütig, rechtlich, aber alles Vorfindliche bestreitend, mit nichts ganz zufrieden, selbst nicht mit seinen eigenen Werken; kommt nie zu einem Resultat; er schwätzt viel, multa non multum; hat viel Vermögen, braucht wenig davon“.
Im heutigen Zweibrücker Stadtteil Bubenhausen besaß er ein Hofgut, das 1844 versteigert wurde. Es trägt bis heute den Namen „Sturzenhof“ und die zugehörige Straße heißt „Sturzenhofstraße“. Sein Sohn war der Zweibrücker Advokat Wilhelm Sturtz.